# Viaggio apostolico di Francesco in Corea del Sud 2014
Dal 13 al 18 agosto 2015 papa Francesco si è recato in viaggio apostolico in Corea del Sud principalmente per presenziare alla VI Giornata della Gioventù Asiatica che si è tenuta nella diocesi di Daejeon.
È stata la terza visita di un pontefice alla Corea del Sud dopo le due visite di Giovanni Paolo II del 1984 e del 1989.
Per la prima volta nella storia è stato permesso all'aereo papale di sorvolare lo spazio aereo cinese, diversamente da come era successo per i due precedenti viaggi in Corea del Sud di Giovanni Paolo II. Papa Francesco nel momento in cui sorvolava la Cina ha inviato un telegramma al presidente della Repubblica popolare cinese Xi Jinping, implorando la benedizione divina sul popolo cinese.

## Annuncio
L'annuncio del viaggio in Corea è stato dato con un comunicato della sala stampa della Santa Sede pubblicato con bollettino del 10 marzo 2014. In seguito, il 13 aprile, Domenica delle Palme, è stato lo stesso Papa a confermare il viaggio in Corea in piazza San Pietro, nel corso del passaggio della croce della GMG dai giovani brasiliani ai giovani polacchi in preparazione alla GMG che si terrà in Polonia nel 2016.

## Svolgimento del viaggio

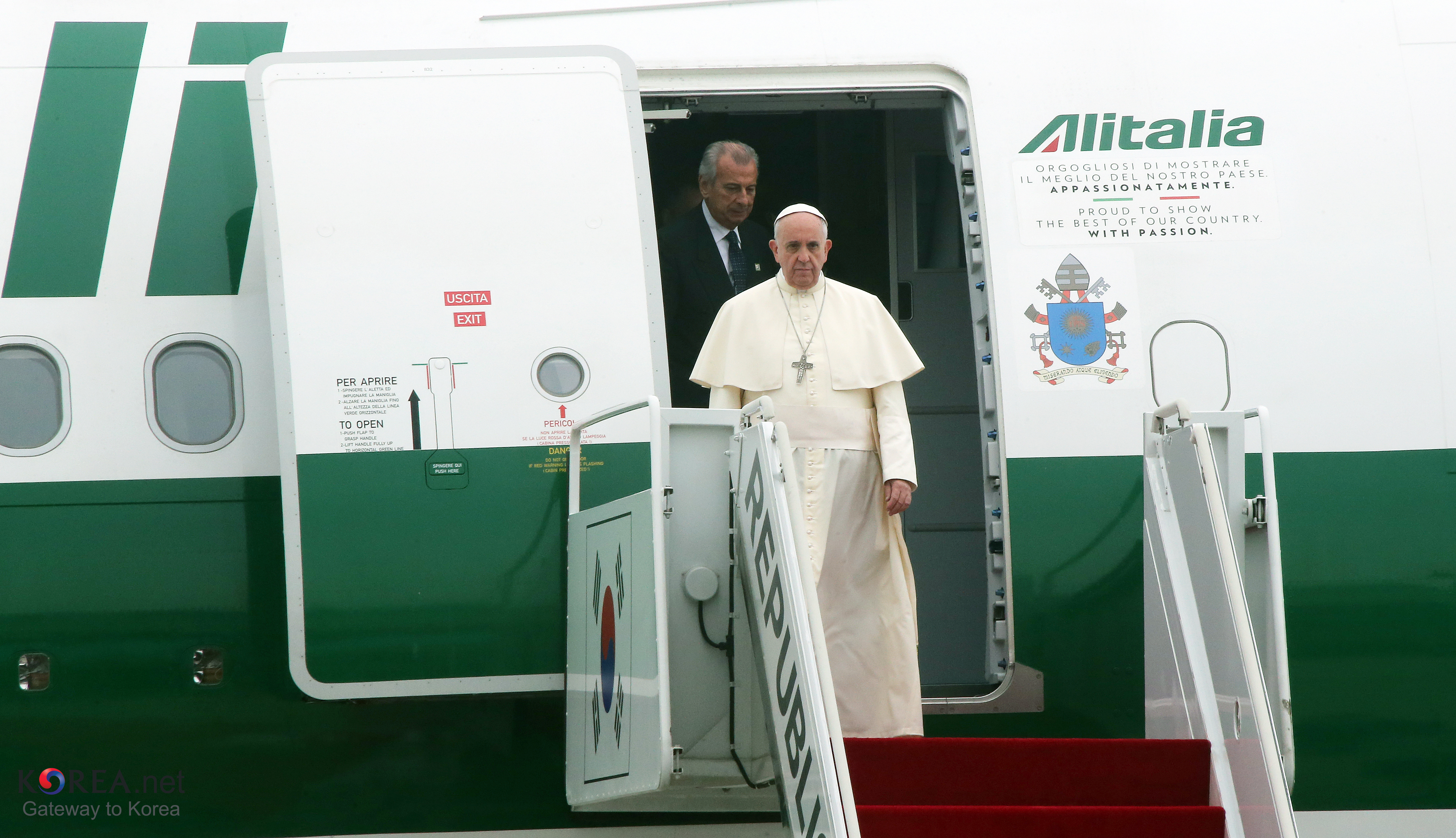
Papa Francesco al suo arrivo in Corea